# ویلیام هوک مورلی
ویلیام هوک مورلی (انگلیسی: William Hook Morley; ۱ ژانویهٔ ۱۸۱۵ – ۱ ژانویهٔ ۱۸۶۰) خاورشناس انگلیسی و وکیل دادگستری بود. او از اعضای هیئت امنای انجمن سلطنتی آسیایی بریتانیای کبیر و ایرلند بود. او در ۱۸۳۸ نسخه‌ای از جامع‌التواریخ رشیدالدین فضل‌الله همدانی را کشف کرد و ازین رو به شهرت رسید.
وی در ۲۱ مه ۱۸۶۰ در سن ۳۵ سالگی در لندن درگذشت.
او پیش از مرگ نسخه‌ای از تاریخ بیهقی را آماده چاپ کرده بود که پس از مرگش به اهتمام کاپیتان ناسولیس در کلکته به چاپ رسید.